# Xiquets de l'Eramprunyà
Els Xiquets de l'Eramprunyà fou una colla castellera del Baix Llobregat nascuda l'octubre del 1947 i presentada el 29 de juny de 1948. Amb el blau com a color de la seva camisa, fou la més veterana de les colles castelleres del Baix Llobregat, la primera colla fundada fora de les comarques de Tarragona i la primera amb una noia que hi actuava regularment. Van desaparèixer al cap d'un parell d'anys havent fet castells fins a la torre de sis i el pilar de cinc.
Pels voltants de l'octubre de 1947 a Gavà, lloc on residia el casteller vallenc i paleta d'ofici, Josep Batet i Figuerola, amb la seva família, i un bon grup d'amics engegaren la fundació d'una colla castellera a la qual batejaren amb el nom de "Xiquets de l'Eramprunyà", tal com havia proposat l'alcalde de Gavà, en Narcís Sanfeliu i Ràfols ("en Moliner"), per tenir a la vora el castell roquer d'Eramprunyà. La filla del seu fundador, Aurora Batet, és considerada la primera castellera que actuà de manera regular.
Els Xiquets de l'Eramprunyà es van dissoldre quan tres membres de la família Balcells (coneguts com els Boada), que eren fonamentals a la colla, van morir en un accident laboral.